# Zygochlamys
Zygochlamys is een geslacht van tweekleppigen uit de familie van de Pectinidae (mantelschelpen).

## Soorten
- Zygochlamys delicatula (Hutton, 1873)
- Zygochlamys geminatus (G. B. Sowerby II, 1846) †
- Zygochlamys patagonica (King, 1832)
- Zygochlamys phalara (Roth, 1975)
- Zygochlamys seymouri (Marwick, 1928) †